# Myosorex eisentrauti
Myosorex eisentrauti је сисар из реда Eulipotyphla и породице ровчица (лат. Soricidae). 

## Распрострањење
Екваторијална Гвинеја је једино познато природно станиште врсте.

## Станиште
Врста Myosorex eisentrauti има станиште на копну.

## Угроженост
Ова врста је крајње угрожена и у великој опасности од изумирања.

### Популациони тренд
Популација ове врсте се смањује, судећи по расположивим подацима.